# Menschenrechtsflagge

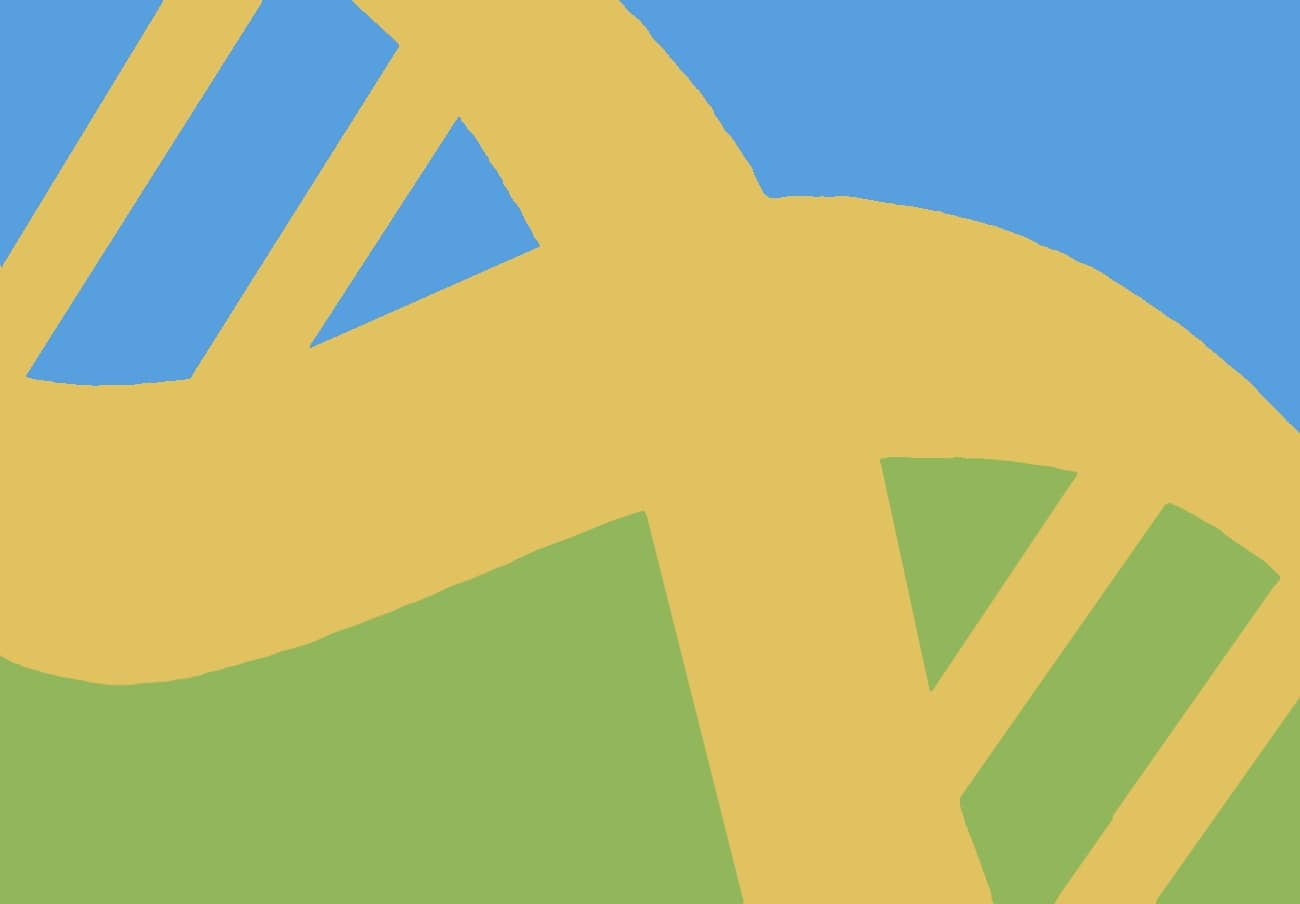
Die Menschenrechtsflagge

Die Menschenrechtsflagge (nl. Mensenrechtenvlag) ist ein niederländisches Marketinginstrument und Symbol für die Gleichheit aller Menschen auf der Welt. Sie wurde von dem privaten Hersteller anlässlich des Tags der Menschenrechte am 10. Dezember 2020 erstmals angeboten. Ziel des Verkaufs ist es, weltweit ein Bewusstsein für die Bedeutung der Menschenrechte zu schaffen und die Menschen in ihrem Einstehen für Gleichheit und die Achtung der Grundrechte aller Menschen zu vereinen.

## Initiative
Die Menschenrechtsflagge ist eine niederländische Initiative und wurde von den niederländischen Antidiskriminierungsstellen ins Leben gerufen, die unter dem Namen Discriminatie.nl zusammenarbeiten. Die Flagge wurde von Tûmba, dem in Leeuwarden ansässigen Zentrum für Diskriminierung und Diversität, konzipiert.

## Design
Die Flagge wurde von dem in Leeuwarden ansässigen Designer Menno de Boer entworfen. Ausgangspunkt für das Design war der Gedanke, dass es vieles gibt, was uns als Menschen verbindet, z. B. die gemeinsame Nutzung der Erde, des Himmels und eines Platzes unter der Sonne, und dass wir alle aus der DNA bestehen, ungeachtet unserer äußeren Unterschiede. Der Designer übertrug diesen Gedanken auf das Design der Flagge, indem er die Form eines DNA-Strangs als Ausgangspunkt nahm und sie mit den Farben der Erde (grün), des Himmels (blau) und der Sonne (gelb) kombinierte. Die Flagge unterstreicht damit die Gemeinsamkeiten der Menschen.

## Verwendung der Flagge
Die Flagge wird manchmal auch am 21. März, dem Internationalen Tag gegen Rassismus, und zum Gedenken an die Vergangenheit der Sklaverei gehisst.